# Bernkogel (Goldberggruppe)
Der Bernkogel (auch Bärnkogel) ist ein 2325 m ü. A. hoher Berg in der Goldberggruppe der Zentralalpen im österreichischen Bundesland Salzburg.

## Lage und Umgebung
Der Bernkogel mit seiner steilen Nordwand dominiert den nördlichen Rahmen der Hohen Tauern und die Grauwackenzone im Salzachtal zwischen Lend und Taxenbach. Sein Gipfel liegt an der Gemeindegrenze zwischen Dorfgastein im Osten und Lend im Westen, sein südlicher Nachbar ist der Sladinkopf. Ihren Ursprung am Bernkogel haben der Bernkogelbach und dessen linksseitiger Nebenbach Neudeckgraben.
Am Westhang verläuft der Weitwanderweg Salzburger Almenweg. Am Berg befindet sich eine Stempelstelle für Wandernadeln des Österreichischen Alpenvereins (ÖAV). Der Bernkogel zählt zu den 55 Gipfeln des Gasteinertals, für deren vollständige Besteigung der Gasteiner Gipfelkranz vergeben wird, die höchste Klasse der Gasteiner Wandernadeln des ÖAV.

## Geologie
In geologischer Hinsicht wird der Bernkogel von Kalkglimmerschiefer des Tauernfensters (Penninikum) dominiert. Darin sind Quarzitbänder eingefaltet.

## Fauna und Flora
Die Gamswild-Ruhezone Bernkogel erstreckt sich über östliche Hänge in der Nähe des Gipfels. Sie darf von 1. Dezember bis 31. Mai nicht betreten werden. Etwas unterhalb des Gipfels finden sich abschnittsweise Grünerlen-Buschwald und subalpiner bodensaurer Fichten-Wald.
Zu den am Berg gefundenen Pflanzenarten zählen:
- der Fächer-Frauenmantel (Alchemilla flabellata Buser),
- das Tiroler Windröschen (Anemone baldensis),[5]
- der Alpen-Flachbärlapp (Diphasiastrum alpinum),[6]
- der Schöne Schwingel (Festuca pulchella Schrad.),[5]
- das Unechte Habichtskraut (Hieracium nothum Huter),
- das Gestreckte Habichtskraut (Hieracium porrectum Fr.),
- das Kugelköpfige Habichtskraut (Hieracium sphaerocephalum Rchb),[7]
- die Felsen-Miere (Minuartia rupestris (Scop.) Schinz & Thell.) und
- die Rispengräser-Art Poa molineri Balb..[8]

## Geschichte
Die Sektion Pinzgau des Deutschen und Österreichischen Alpenvereins legte 1878 einen ein Meter breiten Reitsteig von Rauris auf den Bernkogel an.
Die Sektion Salzburg des Österreichischen Touristenklubs eröffnete 1888 ein Schutzhaus am Berg. Sie stellte 1890 zudem einen Weg vom Gasteinertal zum Schutzhaus her und baute den Weg vom Schutzhaus zum Gipfel mittels Felssprengungen und durch das Anlegen von Stufen aus. Wegen zu geringem Besuch wurde die Bewirtschaftung nach einigen Jahren aufgegeben. Das Schutzhaus wurde schließlich 1896 durch eine Lawine zerstört. Die Ruinen waren noch in den 1940er Jahren zu sehen.
Der Heimkehrer-Kameradschaft von Dorfgastein errichtete 1948 auf dem Berg ein Heimkehrerkreuz, um die Dorfgasteiner Gefallenen des Zweiten Weltkriegs zu ehren.